# Viola Gråsten
Viola Hildegard Gråsten, ursprungligen Forsberg, född 18 november 1910 i Keuru i Tavastehus län, Finland, död 20 oktober
1994 i Stockholm, var en svensk textilkonstnär och tecknare. 
Gråsten växte upp som fosterdotter till den finske finansministern Ernst Gråsten. Hon studerade vid Centralskolan för konstflit, nuvarande Aalto, i Helsingfors och kom till Sverige 1944. Som tecknare medverkade hon i Bonniers månadstidning samt Dagens Nyheter.
År 1947 anställdes hon av Astrid Sampe på NK:s textilkammare. Där arbetade hon med ryamattsmönster, i färgsparkande kombinationer som var ovanliga för dåtiden. Kännetecknet för hennes ryor är vågade färgkombinationer och lång lugg. Hon arbetade även med textiltryck.
Gråsten är representerad vid Röhsska museet med ryan Blå måne samt vid Nationalmuseum med Trägud. Hon är begravd på Galärvarvskyrkogården i Stockholm.

## Galleri

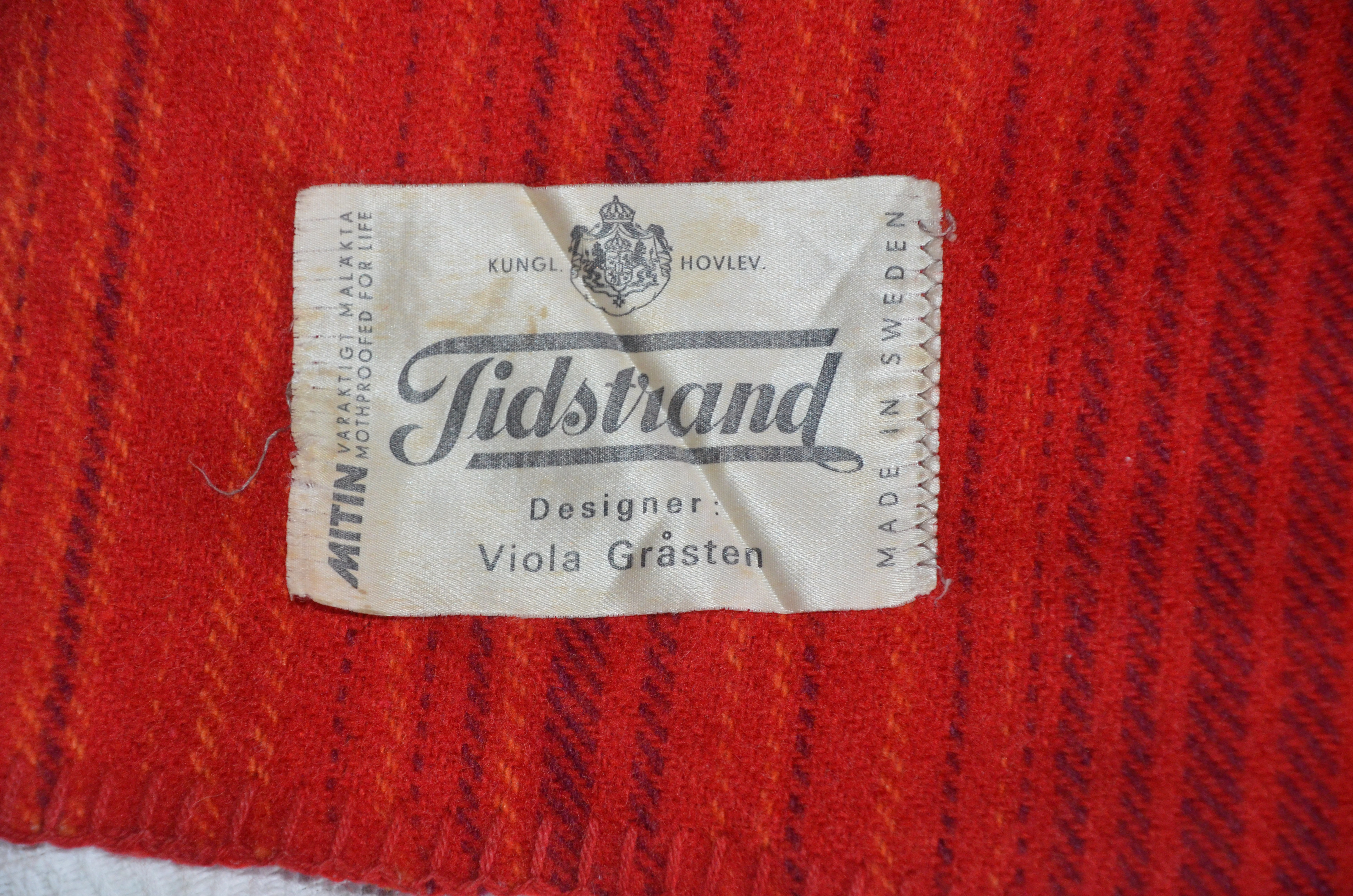
Filten Snark från Tidstrands Yllefabriker designad av Viola Gråsten.  Filten är impregnerad med Mitin, som senare blev förbjudet i Sverige.
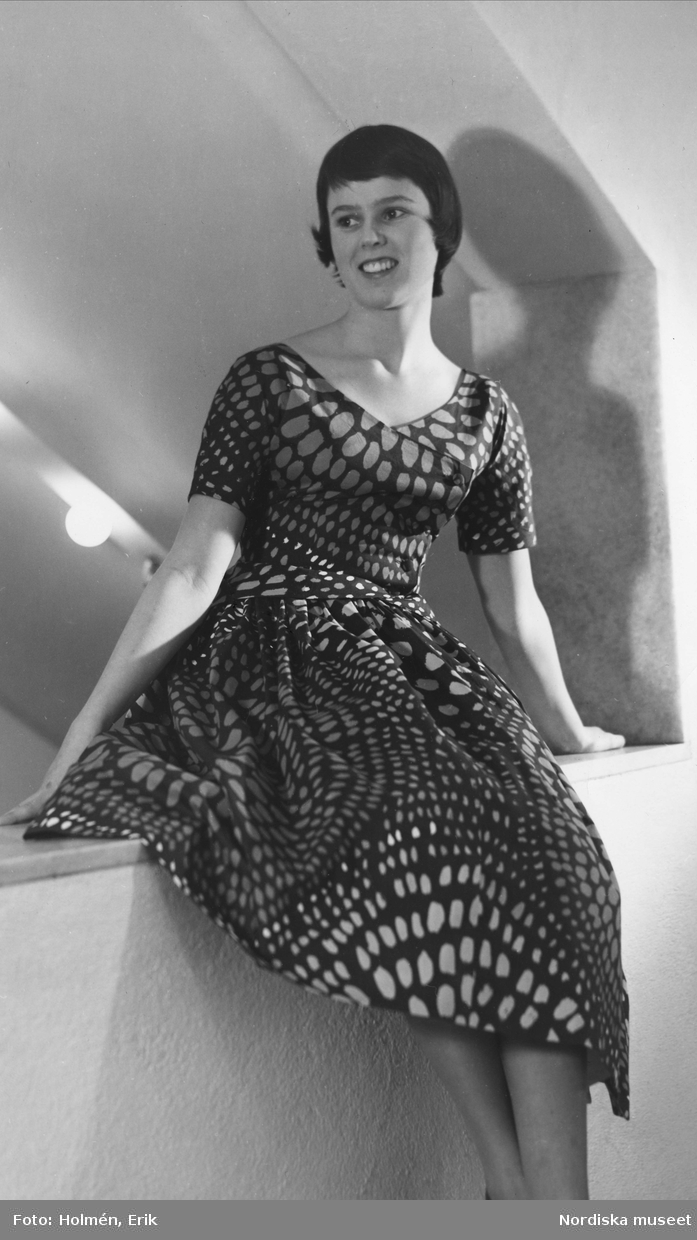
Viola Gråstens mönster på en klänning från ca 1955.